# Wiston (pays de Galles)
Pour les articles homonymes, voir Wiston.
Wiston (en anglais) ou Cas-wis (en gallois) est un village et une communauté du Pembrokeshire, au pays de Galles.

## Toponymie
Les deux noms du village font référence à Wizo, le fondateur du château de Wiston. En anglais, son nom a reçu le suffixe tūn « ferme », tandis qu'en gallois, il a été préfixé du mot castell « château ». Le village est mentionné en 1146 comme Castellum Wiz et en 1319 comme Wistune.

## Géographie
Wiston est situé dans le centre du Pembrokeshire, à 7 km au nord-est de la ville de Haverfordwest, le chef-lieu du comté, Haverfordwest. Il se trouve au sud du Landsker, la frontière linguistique qui sépare historiquement la partie à dominante galloisante de celle à dominante anglophone (« Little England beyond Wales (en) ») du Pembrokeshire.
La communauté de Wiston comprend aussi les villages et hameaux de Clarbeston (en), Clarbeston Road (cy) et Walton East (en). Clarbeston Road possède une gare ferroviaire (en) sur une branche de la West Wales line (en).

## Histoire
Dans le cadre de l'invasion normande du pays de Galles, le roi anglais Henri Ier accorde à un immigré flamand nommé Wizo le droit de s'établir dans le Pembrokeshire. Celui-ci fonde avant 1112 le château de Wiston, autour duquel se développe un village qui bénéficie des droits d'un borough. Malgré l'abandon du château et le déclin de Wiston, ces droits, qui comprennent celui de voter pour l'élection des députés de Pembroke (en), ne sont abolis qu'au début du XIXe siècle.

## Politique
Pour les élections locales, Wiston forme un ward (district électoral) avec les communautés voisines d'Ambleston et Spittal. Ce ward élit un des 60 membres du conseil de comté du Pembrokeshire (en). Lors des élections locales de 2022, le conseiller sortant David Howlett (conservateur) est réélu sans opposition,.
Pour les élections à la Chambre des communes, Wiston appartient à la circonscription de Ceredigion Preseli depuis les élections générales de 2024.
Pour les élections au Parlement gallois, Wiston est rattaché à la circonscription de Preseli Pembrokeshire.

## Démographie
Au recensement de 2011, la communauté de Wiston comptait 1 097 habitants.
| 1801 | 1811 | 1821 | 1831 | 1841 | 1851 | 1881 |
| ---- | ---- | ---- | ---- | ---- | ---- | ---- |
| 569  | 607  | 753  | 745  | 775  | 774  | 717  |

| 1891 | 1901 | 1911 | 1921 | 1931 | 1951 | 1961 |
| ---- | ---- | ---- | ---- | ---- | ---- | ---- |
| 673  | 623  | 640  | 629  | 568  | 548  | 559  |

| 1971 | 1981 | 1991 | 2001 | 2011  | - | - |
| ---- | ---- | ---- | ---- | ----- | - | - |
| 554  | ?    | ?    | ?    | 1 097 | - | - |

## Culture locale et patrimoine
Le château de Wiston est l'une des mottes castrales les mieux conservées du pays de Galles,. Fondé au début du XIIe siècle, il est plusieurs fois pris d'assaut lors des conflits opposant les princes gallois aux colons anglo-normands au cours du siècle qui suit. Ses ruines constituent un monument classé de grade I depuis 2004.
L'église paroissiale de Wiston, dédiée à Marie Madeleine, remonte sans doute aussi à la fondation du borough par Wizo le Flamand, même si la majeure partie du bâtiment date plutôt des XIVe et XVe siècles. Restauré en 1864-1865 par l'architecte écossais David Brandon (en), elle est un monument classé de grade II* depuis 1963.

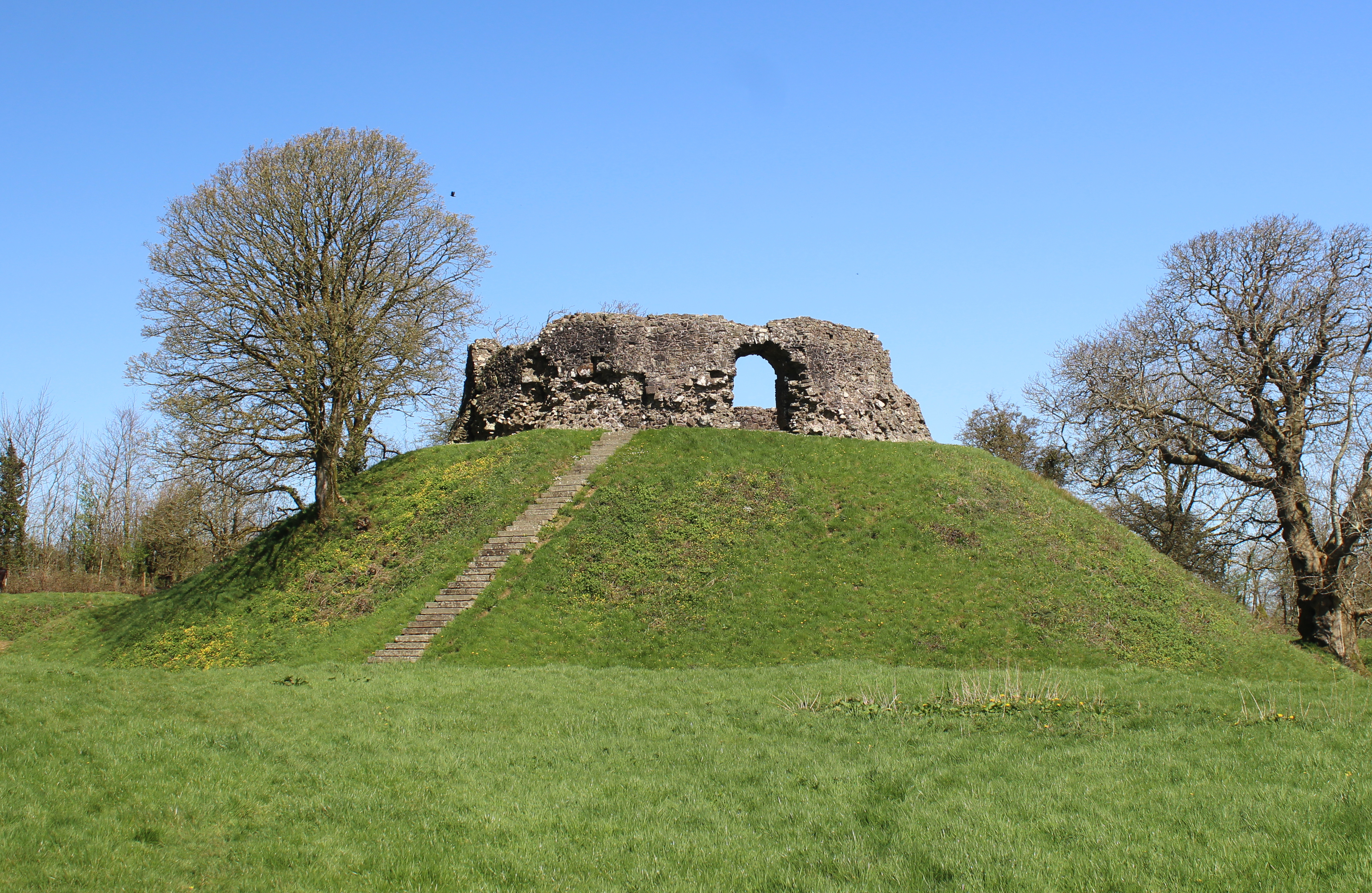
Les ruines du château.
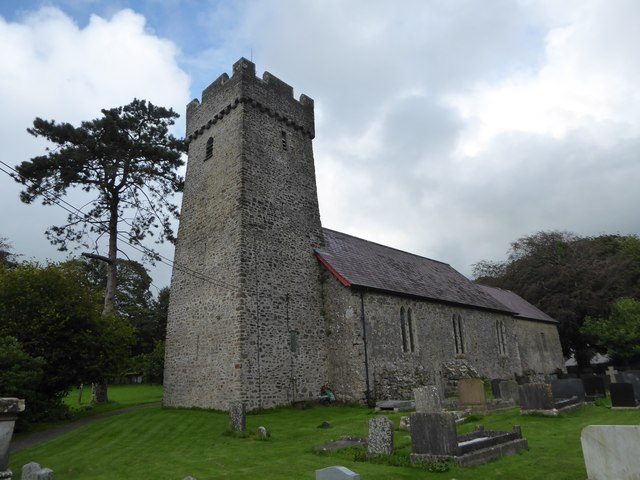
L'église Sainte-Marie-Madeleine.